# 18. Luftwaffen-Felddivision
Die 18. Luftwaffen-Felddivision war ein militärischer Verband der Wehrmacht während des Zweiten Weltkrieges. 

## Geschichte

### Aufstellung
Sie wurde am 1. Dezember 1942 unter dem Kommando des XIII. Fliegerkorps aus überschüssigem Personal der Luftwaffe aufgestellt.

### Besatzungstruppe in Frankreich
Von Februar 1943 bis September 1943 war der Verband in Frankreich zum Einsatz. 

## 18. Feld-Division (L)
Am 1. November 1943 wurde die Division ins Heer überführt und in 18. Feld-Division (L) umbenannt. 

### Vernichtung im Kessel von Mons
Im September 1944 wurde die Division nach schweren Kämpfen bei Mons aufgelöst.

### Verwendung der Reste der Division
Die Reste der Einheiten gingen zur 18. Volksgrenadier-Division.

## Kommandeure
- Oberst Ferdinand-Wilhelm von Stein-Liebenstein zu Barchfeld (Dezember 1942 – 1. April 1943)
- Generalmajor Wolfgang Erdmann (1. April – 26. August 1943)
- Generalmajor Fritz Reinshagen (26. August – 27. Oktober 1943)
- Generalleutnant Wilhelm Rupprecht (1. November 1943 – 1. Februar 1944)
- Generalleutnant Joachim von Treskow (1. Februar – September 1944)

## Gliederung
Die Gliederung der 18. Luftwaffen-Felddivision setzte sich am 1. August 1944 wie folgt zusammen:
- Luftwaffen-Infanterie-Regiment 35
  - I. Bataillon
  - II. Bataillon
- Luftwaffen-Infanterie-Regiment 36
  - I. Bataillon
  - II. Bataillon
- Luftwaffen-Infanterie-Regiment 48
  - I. Bataillon
  - II. Bataillon
- Luftwaffen-Artillerie-Regiment 18
  - I. Batterie
  - II. Batterie
  - III. Batterie
- Luftwaffen-Füsilier-Bataillon 18
- Luftwaffen-Panzerjäger-Bataillon 18 (motorisiert)
- Luftwaffen-Nachrichten-Bataillon 18 (teilmotorisiert)
- Luftwaffen-Pionier-Bataillon 18
- Luftwaffen-Verwaltungstruppen 18
  - Verwaltungskompanie
  - Schlächtereikompanie (teilmotorisiert)
  - Bäckereikompanie (teilmotorisiert)
  - Veterinärkompanie (teilmotorisiert)
  - Feldpoststelle
- Luftwaffen-Nachschubtruppen 18
  - Kraftfahrkolonne
  - Werkstattkompanie
  - Transportzug
- Luftwaffen-Sanitätstruppen 18
  - Sanitätskompanie
  - Entgiftungszug
  - Krankenkraftwagenzug